# Complexe σ

+, complexe de dihydrogène.

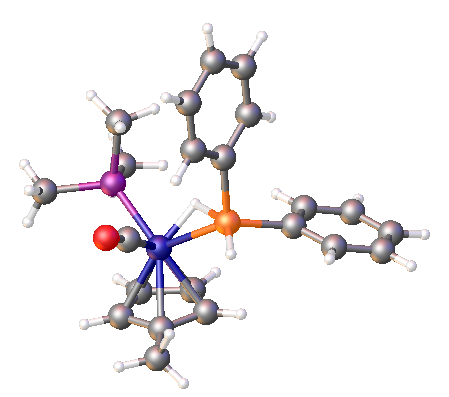
, complexe σ de diphénylsilane.

Un complexe σ (prononcé sigma) est un complexe métallique dans lequel un ou plusieurs ligands interagissent avec l'atome de métal à travers leurs électrons de liaisons σ. Les complexes de dihydrogène en sont un cas particulier. Les complexes silane-métal de transition (en) sont généralement particulièrement stables. Les complexes agostiques sont des complexes σ dans lesquels une liaison σ C–H joue le rôle de ligand donneur. Dans certains cas, une liaison C–C peut jouer le rôle de ligand σ. Ces complexes sont généralement considérés être des intermédiaires avant addition oxydante complète.